# Mad About the Toy
«Mad About the Toy» (укр. «Божеволіти від іграшки») — одинадцята серія тридцятого сезону мультсеріалу «Сімпсони», прем'єра якої відбулась 6 січня 2019 року у США на телеканалі «Fox».
Серія є ювілейною, 650-ю, за порядком виробництва і виходу в етер.

## Сюжет
Гомер і Мардж відзначають свою річницю, залишаючи дітей вдома разом з дідусем. Мардж каже, що Ейба треба відвезти до притулку вже за годину, тож вони з Гомером всі свої дії здійснюють якомога швидше.
Вдома Барт і Ліса нудьгують і запитують дідуся, чи можуть вони пограти в гру. Барт знаходить у підвалі кілька іграшкових солдатиків, що викликає посттравматичний стресовий розлад у діда Сімпсона.
Сім'я везе його до лікарні для ветеранів, але лікар не може з'ясувати, що не так. Ліса зауважує, що форма іграшкових солдатиків нагадує самого Ейба. Дівчинка запитує, чи платила йому компанія, яка використовувала його для фотографій пластикової армії?
Поринаючи у минуле, Ейб згадує, що 1947 року був післявоєнною моделлю для цих солдатиків. Однак, йому все-таки не заплатили роялті за кожну продану іграшку.
Після зчинення ґвалту на Спрінґфілдському «6 каналі», а незабаром у національних новинах на «NBC», компанія іграшок, яка використала Ейба для своїх іграшок, запрошує його відвідати їх штаб-квартиру в Нью-Йорку. Голова каже дідові, що він втратив мільйони доларів, тому що ніколи не підписував контракту.
Дід Сімпсон згадує, що під час фотосесії він вибіг, тому що фотограф-чоловік поцілував його. Тоді компанія звільнила фотографа за те, що він — гей. Зрозумівши, що він, можливо, зіпсував життя фотографа, Ейб ставить своїм наступним завданням відвідати його, щоб вибачитися.
Ліса з'ясовує, що фотограф Філіп Геффлін зараз живе в Марфі, штат Техас. Після довгої поїздки, і сім'я нарешті стикається з вогнями Марфи.
Потрапивши у місто, Ейб натикається на галерею, наповнену картинами його в армійській формі. Філіп вітає Ейба, заявляючи, що йому краще бути вірним собі. Вони разом закінчують ту фотосесію, після чого Ейб повертається до Спрінґфілда.
У фінальній сцені Барт, Мілгаус та Нельсон граються з іграшковими солдатиками. Після того, як Барту набридає, він пропонує розтопити їх у мікрохвильовій печі, що діти зрештою роблять.
Під час титрів, показується фотомонтаж пригод Ейба і Філіпа у Техасі.

## Ставлення критиків і глядачів
Під час прем'єри серію переглянули 2,33 млн осіб з рейтингом 0.9, що зробило її другим за популярністю шоу на каналі «Fox» тієї ночі, після «Сім'янина».
Денніс Перкінс з «The A.V. Club» дав серії оцінку B+, сказавши, що серія спрацювала, хоча «це ризик — не через питання гомосексуальності, а через передачу історії в руки діда Сімпсона…»
Тоні Сокол із «Den of Geek» дав серії три з п'яти зірок, сказавши, що серія «надто притримується середини і водночас намагається обійти її різними шляхами».
Серія отримала премію «Еммі» в категорії «Найкраща анімаційна передача» 2019 року.
Згідно з голосуванням на сайті The NoHomers Club більшість фанатів оцінили серію на 3/5 із середньою оцінкою 3,21/5.